# Guilherme Raymundo do Prado
Guilherme Raymundo do Prado, genannt Guly, (* 31. Dezember 1981 in Campinas) ist ein brasilianischer Fußballspieler auf der Position eines Mittelfeldspielers, der seit Anfang August 2015 vereinslos ist.

## Spielerkarriere
Do Prado begann seine Karriere mit der Saison 2001/02 beim brasilianischen Zweitligisten Associação Portuguesa de Desportos. Anschließend wechselte er über den Atlantik nach Italien, wo er zunächst in der Saison 2002/03 für den Catania Calcio spielte, bevor er für zwei Spielzeiten zu Perugia Calcio wechselte. Ab der Saison 2005/06 stand er im Kader des AC Florenz. In der Winterpause der Saison 2006/07 wurde Do Prado an Spezia Calcio, in der Saison 2007/08 an den AC Mantova ausgeliehen. Im Sommer 2008 wurde der Mittelfeldakteur von Pro Patria Calcio verpflichtet, im Folgejahr unterzeichnete er bei der AC Cesena. Nach der Saison 2009/10 gelang ihm mit dem Verein der Aufstieg in die Serie A.
Im August 2010 wechselte er auf Leihbasis zum englischen Drittligisten FC Southampton. Nach seinen überzeugenden Auftritten verpflichtete ihn der Verein im Januar 2011 auf fester Vertragsbasis. Am Saisonende 2010/11 erreichte do Prado mit seiner neuen Mannschaft den Aufstieg in die Football League Championship und zum Abschluss dieser Spielzeit den weiteren Aufstieg in die Premier League. Bis zum Ausscheiden vom Verein im Sommer 2014 brachte er es auf eine Einsatzbilanz von 86 Ligaspiele und 13 -tore. Nachdem er ein halbes Jahr vereinslos war, schloss er sich im Januar 2015 dem MLS-Franchise Chicago Fire an. Dieses verließ er nach 15 torlosen Ligaeinsätzen Anfang August 2015 wieder.